# Samuel D. Hunter

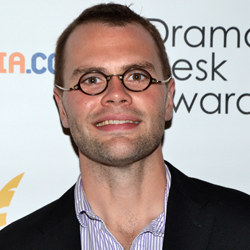
Samuel D. Hunter 2013 beim Drama Desk Award

Samuel D. Hunter (* 11. September 1981 in Pullman, Whitman County, Washington, USA) ist ein US-amerikanischer Dramatiker.

## Leben
Hunter wurde im Jahr 1981 geboren, schloss 2004 seinen Bachelor of Fine Arts an der New York University und 2007 seinen Master of Fine Arts an der University of Iowa ab. Im Jahr 2010 begann er seine Karriere in der Theaterbranche mit Five Genocides und schon im nächsten Jahr wurde er mit dem Obie Award für A Bright New Boise ausgezeichnet. Bereits 2013 wurde er regelmäßiger Dramatiker beim Ensemble „New Dramatists“ und erhielt ein Jahr später eine MacArthur Fellowship. In den folgenden Jahren erhielt er mehrere Nominierungen für Theaterpreise wie den Drama Desk Award. Im Jahr 2022 adaptierte er sein Drehbuch für den Kinofilm The Whale, für das er für den BAFTA und Satellite Award nominiert wurde.
Hunter lebt und arbeitet in New York City.

## Werk (Auswahl)

### Theaterstücke
- 2010: Five Genocides
- 2010: Jack’s Precious Moment
- 2010: A Bright New Boise
- 2011: Norway
- 2011: A Permanent Image
- 2012: The Whale
- 2014: Pocatello
- 2014: The Few
- 2014: A Great Wilderness
- 2014: The Rest
- 2015: Clarkston
- 2016: Lewiston
- 2016: The Harvest
- 2019: Greater Elements
- 2019: Lewiston/Clarkston
- 2022: A Case for the Existence of God

### Filme
- 2012: My America (Fernsehserie)
- 2015: Good Beer (Kurzfilm)
- 2016: Baskets (Fernsehserie)
- 2022: The Whale (Film)

## Auszeichnungen (Auswahl)
- 2011: Drama Desk-Nominierung in der Kategorie Outstanding Play für A Bright New Boise
- 2011: Obie Award in der Kategorie Playwriting für A Bright New Boise
- 2013: Drama Desk Sonderpreis
- 2014: MacArthur Fellowship
- 2019: Drama Desk-Nominierung in der Kategorie Outstanding Play für Lewiston/Clarkston
- 2020: Drama Desk-Nominierung in der Kategorie Outstanding Play für Greater Elements
- 2022: Excellence in Writing Award beim Denver International Film Festival für The Whale
- 2022: Phoenix Film Critics Society Award in der Kategorie Bestes adaptiertes Drehbuch aus anderem Material für The Whale
- 2023: Satellite-Award-Nominierung in der Kategorie Bestes adaptiertes Drehbuch für The Whale
- 2023: Critics’-Choice-Award-Nominierung in der Kategorie Bestes adaptiertes Drehbuch für The Whale
- 2023: BAFTA-Nominierung in der Kategorie Bestes adaptiertes Drehbuch für The Whale